# Karel Fragner
Karel Fragner (3. února 1861 Praha – 25. dubna 1926 tamtéž) byl český chemik, farmaceut, florista a podnikatel, majitel a provozovatel lékárny U černého orla na Malé Straně. Založil zde první průmyslovou dílnu vyrábějící léčiva, byl průkopníkem oboru farmacie a zakladatelem průmyslové farmaceutické výroby v zemích Koruny české a pozdějším Československu.

## Život

### Mládí

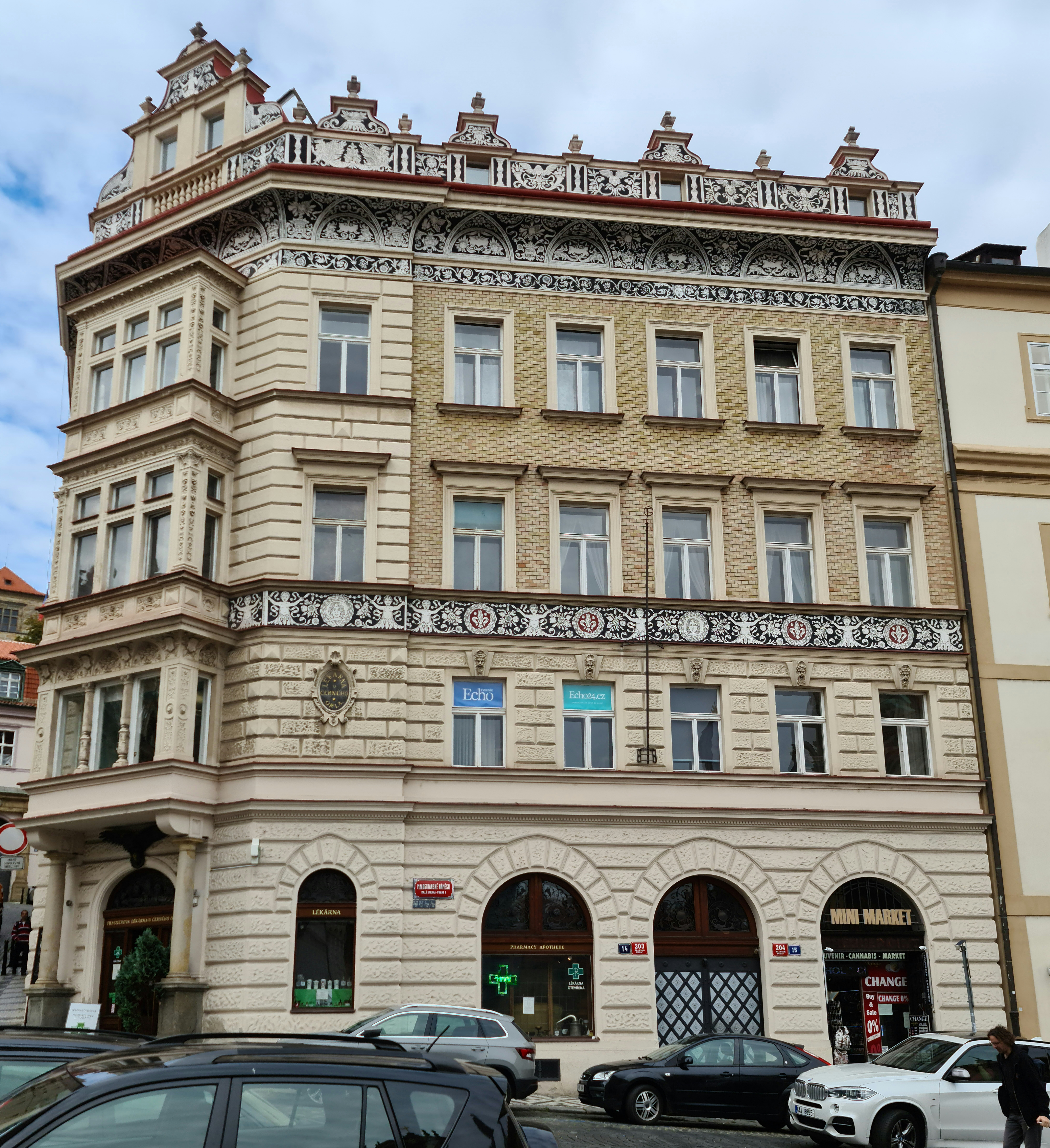
Novorenesanční dům s lékárnou U Černého orla na Malostranském náměstí z roku 1886

Narodil se do rodiny lékárníka PhMr. Benjamina Fragnera. Otec od roku 1857 vlastnil a provozoval lékárnu U Černého orla na Malostranském náměstí, kde se Karel Fragner zaučoval a nabyl chemických znalostí. Její součástí byla již v té době i malá výrobní a výzkumná laboratoř. Ve výrobním sortimentu lékárny byla řada velmi úspěšných přípravků, tzv. specialit, např. léčivá Pražská domácí mast, exportovaná do mnoha evropských zemí i do USA, expektorans – sirup proti kašli Sibrumin, Dr. Rosy balsám pro žaludek a řada dalších.
Karel Fragner roku 1881 ukončil studium farmacie na pražské Karlo-Ferdinandově univerzitě, získal titul PhMr. a začal pracovat v chemickém ústavu u profesora Vojtěcha Šafaříka. Roku 1884 zde získal titul doktora. Poté pokračoval ve studiu na Pharmacie Centrale v Paříži. Roku 1886 se vrátil do Prahy, aby po otcově smrti převzal vedení lékárny.

### Podnikání
Přikoupil další objekt a na jejich místě nechal vystavět novorenesanční bytový dům s lékárnou a výrobní laboratoří v suterénu. Ve své době se jednalo o nejmodernější lékárnu v Praze. Roku 1887 podrobně popsal činnost městské hygienické laboratoře v Paříži a na závěr práce zdůraznil potřebu zřízení takové stanice v Praze.
Vedle systematické laboratorní práce a výzkumu v oblasti získávání léčebných látek a extraktů z přírodnin se Fragner zabýval především podnikatelskou činností v oboru léčiv, přičemž bedlivě sledoval západoevropské trendy. Ve výzkumech spolupracoval s chemikem Dr. Bohuslavem Braunerem či lékárníkem O. Schreiberem. Dlouhodobě působil v radě České lékárnické společnosti, inicioval rovněž uspořádání pražské II. mezinárodní farmaceutické výstavy roku 1896. Své práce a texty uveřejňoval v domácím i zahraničním odborném tisku, sestavil roku 1899 lékárnickou učebnici, sepsal stať o organické chemii či sestavil farmakognostické tabulky.

### Úmrtí
Karel Fragner starší zemřel v Praze 25. dubna 1926 ve věku 65 let a byl pohřben v rodinné hrobce na Vinohradském hřbitově.

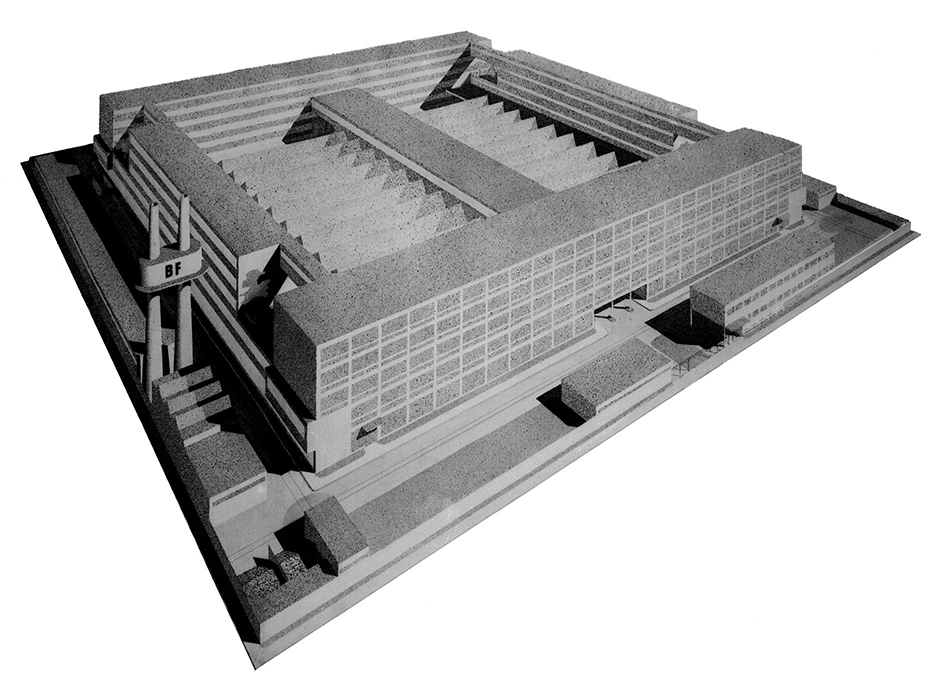
Generální projet továrny B. Fragner

Po jeho smrti se ujal vedení jeho nejmladší syn, Jiří Fragner, který na žádost své matky a sourozenců předčasně ukončil svůj původně zamýšlený několikaletý pobyt v USA a vrátil se do Československa. Firma pod názvem B. Fragner se nadále zdárně rozvíjela, ve 30. letech 20. století pak v Dolních Měcholupech u Prahy vystavěla moderní výrobní farmaceutický závod podle návrhu nejstaršího syna, architekta Jaroslava Fragnera. Po únoru 1948 byl podnik znárodněn a přejmenován na SPOFA, na jehož základě po roce 1989 vznikla farmaceutická firma Zentiva.

### Rodinný život

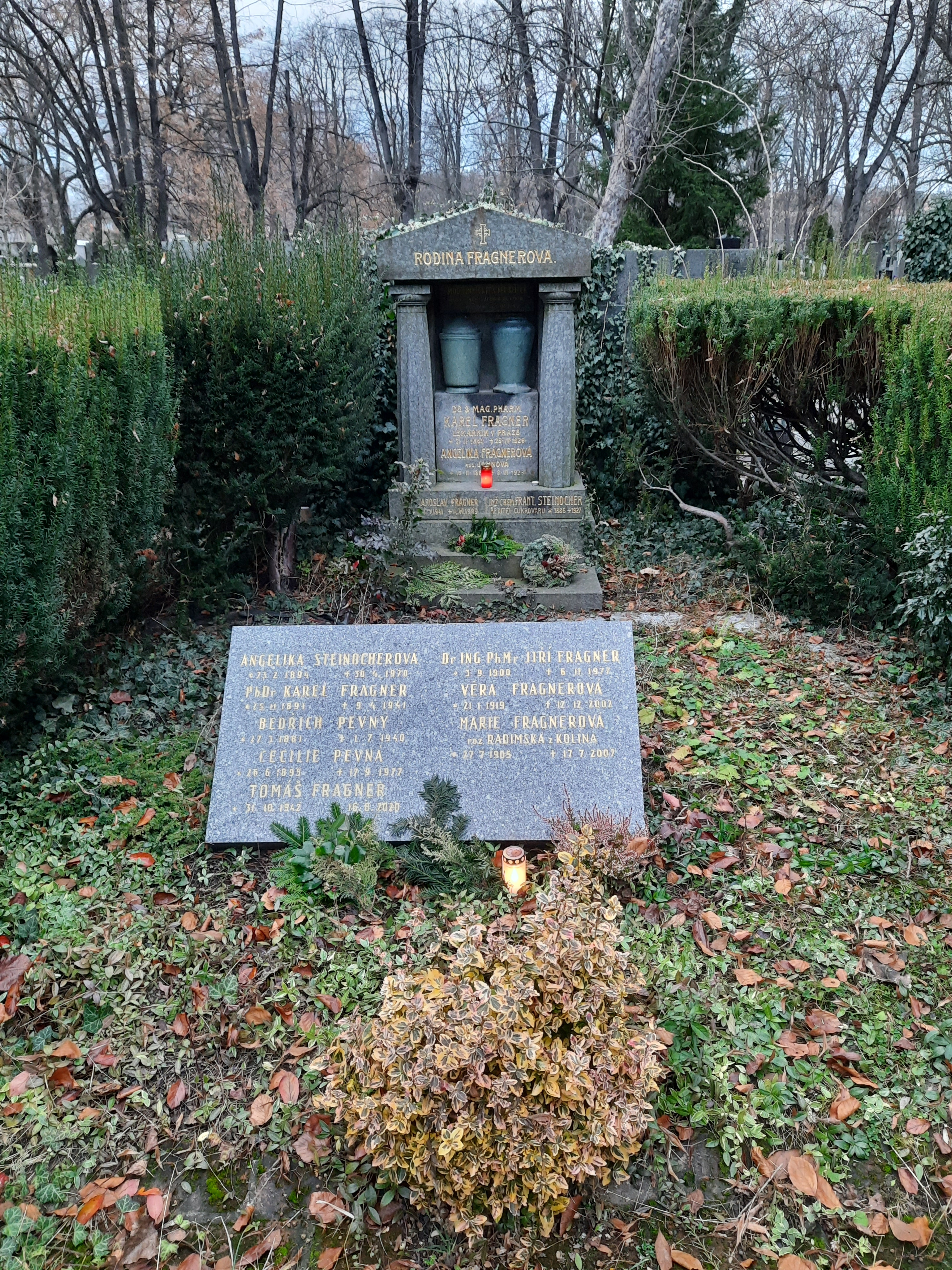
Hrobka rodiny Karla Fragnera na Vinohradském hřbitově

Karel Fragner se oženil s Angelikou Jahnovou (1869–1929), se kterou měl několik dětí. Jaroslav se stal architektem, prostřední syn Benjamin se stal spisovatelem a publicistou (píšící pod pseudonymem Benjamin Klička), nejmladší Jiří vystudoval farmacii a převzal rodinný podnik.